# هنری هانتینگدون
هنری هانتینگدون (لاتین: Henricus Huntindoniensis; ۱۰۸۰ – ۱۱۶۰) تاریخ‌نگار قرن دوازدهم میلادی اهل انگلیس بود. او نگارندهٔ Historia Anglorum است که آن را مهمترین تاریخ آنگلو-نرمن نوشتهٔ یک محقق غیر مذهبی می‌دانند. جزئیات اندکی که از زندگی او در دسترس است از آثار خودش و برخی اسناد رسمی استخراج شده‌اند. او در دربار ثروتمند رابرت بلوت در لینکلن، انگلستان پرورش یافت و بعدها آثارش را به او تقدیم کرد.
هنری به درخواست جانشین بلوت، الکساندر لینکلن، نگارش هیستوریا آنگلروم را آغاز کرد و آنرا در ۱۱۲۹ میلادی به اتمام رساند. این اثر مشتمل بر تاریخ انگلستان از ابتدا تا سال ۱۱۵۴ میلادی است.